# PS-16
PS-16 var ett radarsystem som användes av det svenska flygvapnet. Stationerna ersattes i de flesta fallen redan på 1960-talet av PS-65.

## Stationer
| FAR-signal | Sektor | Plats          | Informationsmottagare | Informationsmottagare | I bruk    |
| FAR-signal | Sektor | Plats          | STRIL 50              | STRIL 60              | I bruk    |
| ---------- | ------ | -------------- | --------------------- | --------------------- | --------- |
| —          | O3     | Ärna           | Lfc 03                | —                     | 1951–1958 |
| Valpen     | O2     | Djurö          | Lfc 02                | —                     | 1955–1965 |
| Ögat       | G1     | Östra Gotland  | Lfc G1                | —                     | 1954–1961 |
| Kråkan     | S2     | Blekinge       | Lfc S2                | —                     | 1953–1960 |
| Ormen      | N2     | Härnösand      | Lfc N2                | —                     | 1955–1966 |
| —          | ÖN3    | Bälinge, Luleå | Lfc ÖN3               | Lfc ÖN3               | 1958–1977 |

### Fotnoter
1. ↑  Stationen var i tjänst vid F 16 (Ärna) fram till 1957–58 då den monterades ner och flyttades till Luleå.[2]